# Tennessee General Assembly

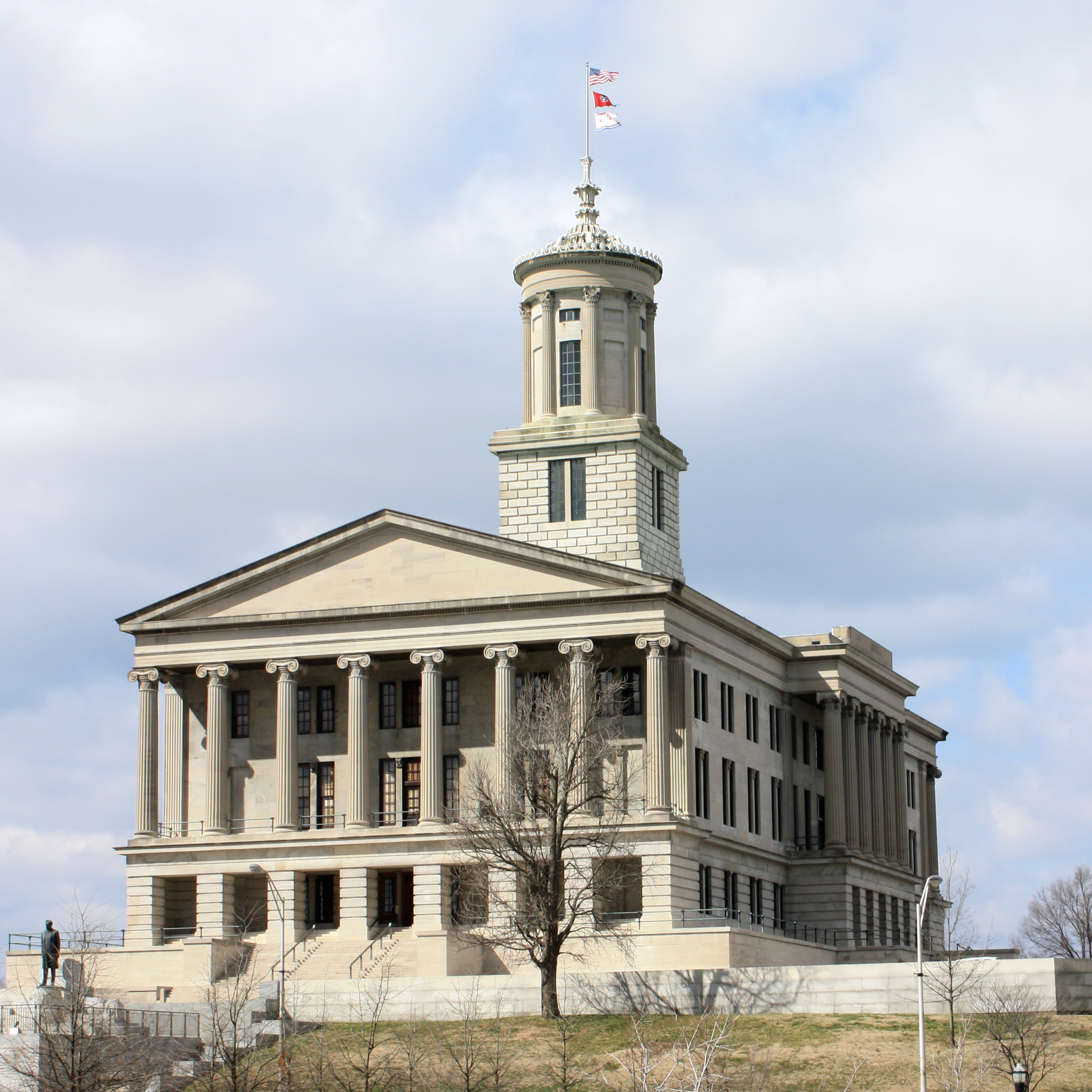
Die General Assembly tagt im Tennessee State Capitol

Die Tennessee General Assembly ist die State Legislature und damit die Legislative des US-Bundesstaats Tennessee. Sie wurde durch die staatliche Verfassung 1796 geschaffen und besteht aus dem Repräsentantenhaus von Tennessee, das als Unterhaus fungiert, sowie dem Senat von Tennessee als Oberhaus. Die General Assembly tagt im Tennessee State Capitol in Nashville, das auch Sitz des Gouverneurs und seines Stellvertreters ist.
Das Repräsentantenhaus besteht aus 99 Mitgliedern, der Senat aus 33. Das Repräsentantenhaus wird für zwei Jahre gewählt. Die Amtszeit der Senatoren beträgt vier Jahre, jeweils die Hälfte des Senats wird gleichzeitig mit dem Repräsentantenhaus gewählt. Der Wahltag fällt mit dem des Bundeskongresses zusammen.
Wählbar sind US-Bürger, die seit mindestens drei Jahren in Tennessee und mindestens ein Jahr im entsprechenden Wahlbezirk leben, und die im Wählerregister eingetragen sind. Das Mindestalter beträgt 30 Jahre für den Senat, 21 Jahre für das Repräsentantenhaus.
Die National Conference of State Legislatures (NCSL) ordnet die General Assembly von Tennessee als „hybrid“ zwischen einem Vollzeit- und einem Teilzeitparlament ein. Mit einer Vergütung von 24.316 USD pro Jahr und bis zu 284 USD pro Sitzungstag (2020) liegen die Abgeordneten im unteren Bereich der Staatsparlamentarier.